# République de Formose
25 mai 1895 – 21 octobre 1895
(4 mois et 26 jours)
Entités précédentes :
- Dynastie Qing (1683 – 1895)

Entités suivantes :
- Empire du Japon (1895–1945)

La république de Formose est un régime politique qui gouverne sur l'île de Taïwan du 23 mai 1895 au 21 octobre 1895, durant la période allant du retrait de la dynastie Qing, à la suite du traité de Shimonoseki qui offre Taïwan et les îles Pescadores à l'empire du Japon, jusqu'à la défaite militaire du gouvernement de cette jeune république face à l'armée japonaise.

## Histoire

### Contexte politique et géopolitique
Vers la fin du XIXe siècle, le Japon impérial souhaite étendre son influence sur l'Asie de l'Est. Cette volonté de conquête débouche sur la première guerre sino-japonaise, qui s'achève sur une victoire japonaise. La dynastie Qing, dernière dynastie impériale chinoise, est alors vacillante et est contrainte de signer le traité de Shimonoseki le 17 avril 1895 qui la dépossède de l'île de Taïwan au profit du Japon, ainsi que des îles Pescadores,,.
La population de Taïwan est cependant hostile à l'idée d'une domination japonaise. D'abord ignorants de la cession de Taïwan, les Taïwanais envoient plusieurs représentants demander des nouvelles à Tang Jingsong, alors gouverneur de l'île, nommé par la Chine. Il leur confirme les accords de cession et le projet japonais d'annexer Taïwan.

### Fondation et reconnaissance
Tang Jingsong est alors sommé par la population locale — qui le retient captif dans sa résidence — de soutenir la création d'une entité politique souveraine sur l'île, un État insulaire. L'objectif est initialement de ne bâtir qu'un État temporaire en vue d'une réintégration future à la Chine, mais celle-ci refuse et ordonne le 20 mai 1895 aux représentants de l'administration de regagner la Chine pour un transfert pacifique de l'île au Japon. C'est l'inflexibilité chinoise qui convainc Tang Jingsong ; il publie le 23 mai la « Déclaration d’autonomie de la République de Formose », acte fondateur de la république. Elle est proclamée par des représentants des « groupes ethniques hakka et minnan », une « coalition d'élites locales » et des marchands. Le régime existe officiellement à partir du 25 mai et Tang Jingsong en devient le premier président.  
La république se revendique « autonome » et non « indépendante », déclarant être un « État vassal de l’Empire Qing ». Ce statut lui permet ainsi de garder des liens avec les autorités de Pékin, tout en bénéficiant d'un éventuel soutien occidental et en mettant en avant les valeurs démocratiques — sans pour autant les appliquer. C'est le premier régime asiatique à se déclarer républicain.
La république de Formose n'est pas soutenue par la Chine, qui ne souhaite pas reprendre le conflit contre le Japon et se montre agacée par les initiatives taïwanaises. Les puissances européennes ne soutiennent pas non plus le nouvel État car il affiche son intention de rejoindre la Chine une fois les Japonais vaincus, et donc d'abandonner ses institutions républicaines.

### Premières mesures
Le but des Taïwanais est de former une force de résistance face aux Japonais, qui lutterait pour l'indépendance réelle de l'île. Le nouveau régime installe sa capitale à Taipei, dans le nord de l'île de Taïwan, et prend plusieurs mesures importantes : une armée est créée pour défendre l'île, l'administration héritée du système impérial chinois est réformée, et un pouvoir judiciaire indépendant mis en place. Ces réformes prennent appui sur une Constitution rédigée par la république. 

### Guerre contre le Japon et dissolution
Le Japon décide finalement de prendre possession de l'île par la force. Son armée, dirigée par Kitashirakawa Yoshihisa, débarque à Aodi, à proximité de Keelung, ville la plus au nord de Taïwan, le 29 mai 1895, et prend Keelung trois jours plus tard. Les troupes japonaises sont supérieures en nombre, en formation et en équipement, ce qui force les Taïwanais à adopter une stratégie de guérilla pour leur résister. Le 5 juin, l'armée japonaise prend la ville de Taipei, un jour après le transfert officiel de souveraineté de l'île au Japon. Malgré la fuite en Chine de Tang Jingsong, qui part de Tamsui pour rejoindre le continent à Xiamen, les habitants continuent la lutte, bien qu'en infériorité numérique. Le commandement est assuré par Liu Yongfu, qui transfère la capitale à Tainan, dans le sud de Taïwan, face à l'avancée japonaise ; il fuit lui aussi le 20 octobre lorsque les forces d'invasion atteignent Tainan après avoir investi le reste de l'île. 
Le 21 octobre, la prise de la ville de Tainan provoque la dissolution du régime. Une grande partie des dirigeants et résistants sont exécutés par l'armée japonaise, mais certains parviennent à fuir sur le continent. La résistance est réprimée et finit par s'éteindre. Le régime aura duré quatre mois et 26 jours.

## Héritage
La république de Formose laisse, malgré sa courte durée d'existence, une trace importante dans l'histoire de Taïwan, comme l'une des rares périodes d'indépendance et d'autodétermination de la population. Elle renforce le sentiment d'identité chez les Taïwanais. En 2016, une reproduction ancienne du drapeau de cette entité est désignée « trésor national » par le ministère de la Culture, et son identité visuelle apparaît sur certains documents, notamment les titres de transports.
Elle est commémorée à Taïwan et reste un sujet de débats dans la politique de l'île. La république est mise en avant par les partisans de l'indépendance de Taïwan qui en font un « épisode historique dans la prise de conscience d’une communauté de destin à l’échelle de Taïwan », mais admettent cependant qu'elle « n’est pas le fruit d’un élan nationaliste taïwanais, mais du souhait de rester rattaché à l’Empire mandchou ». À l'inverse, en république populaire de Chine, les événements sont exclus de l'histoire officielle en vertu de la doctrine d' « une seule Chine ».
Une partie des nationalistes taïwanais défendent la thèse selon laquelle la Chine aurait volontairement cédé Taïwan, considérant l'île comme « une terre lointaine, dénuée d’intérêt et peuplée de rustres », mais cette vision est critiquée, vue comme « orientée » et entre en contradiction avec le soutien d'une partie de la Cour impériale chinoise à Taïwan.